# Thetford Mines
Thetford Mines es una ciudad de la provincia de Quebec en Canadá. Está ubicada en el municipio regional de condado de Les Appalaches y a su vez, en la región administrativa de Chaudière-Appalaches. Hace parte de las circunscripciones electorales de Lotbinière-Frontenac a nivel provincial y de Mégantic−L'Érable a nivel federal.

## Geografía
Thetford Mines se encuentra ubicada en las coordenadas 46°07′00″N 71°17′00″O / 46.11667, -71.28333. Según Statistique Canada, tiene una superficie total de 226,82 km² y es una de las 1134 municipalidades en las que está dividido administrativamente el territorio de la provincia de Quebec.

## Demografía
Según el censo de Canadá de 2011, había 25 709 personas residiendo en esta ciudad con una densidad de población de 113,3 hab./km². Los datos del censo mostraron que de las 25 704 personas censadas en 2006, en 2011 hubo un aumento poblacional de 5 habitantes (0%). El número total de inmuebles particulares resultó de 12 492 con una densidad de 55,08 inmuebles por km². El número total de viviendas particulares que se encontraban ocupadas por residentes habituales fue de 11 898.